# Meiotheciopsis laxiuscula
Meiotheciopsis laxiuscula là một loài Rêu trong họ Sematophyllaceae. Loài này được (Cardot) W.R. Buck mô tả khoa học đầu tiên năm 1982.